# Лядно (приток Глубочки)
Лядно — река в России, протекает в Чудовском районе Новгородской области. Река вытекает из болота Коляженский Мох. Устье реки находится в 5,2 км по левому берегу реки Глубочка. Длина реки составляет 14 км.

## Данные водного реестра
По данным государственного водного реестра России относится к Балтийскому бассейновому округу, водохозяйственный участок реки — Волхов, речной подбассейн реки — Волхов. Относится к речному бассейну реки Нева (включая бассейны рек Онежского и Ладожского озера).
Код объекта в государственном водном реестре — 01040200612102000018738.